# Ambalavayal
Ambalavayal är en ort i Indien.   Den ligger i distriktet Wayanad och delstaten Kerala, i den södra delen av landet, 1 900 km söder om huvudstaden New Delhi. Ambalavayal ligger 937 meter över havet och antalet invånare är 16 363.
Terrängen runt Ambalavayal är huvudsakligen platt, men västerut är den kuperad. Ambalavayal ligger uppe på en höjd. Runt Ambalavayal är det tätbefolkat, med 308 invånare per kvadratkilometer. Närmaste större samhälle är Kalpetta, 13,9 km väster om Ambalavayal. I omgivningarna runt Ambalavayal växer i huvudsak städsegrön lövskog.